# Sant’Ambrogio di Torino
Sant’Ambrogio di Torino (piemonti nyelven Sant Ambreus) észak-olaszországi község (comune) Piemont régióban, Torino megyében. Lakosainak száma 4850 fő (2010).

## Helyzete
Sant’Ambrogio di Torino a Susa-völgyben található. A Susa- és Sangone-völgyi Hegyi Közösség (Comunità montana Valle Susa e Val Sangone) részét képezi.
A községgel szomszédos települések: Avigliana, Caprie, Chiusa di San Michele, Villar Dora, Valgioie.

## Történelme
A település a római korban katonai bázis volt Océlum néven. 374 és 568 között a longobárdok védőbástyája a frankokkal szemben. A longobárdok voltak azok, akik lakott területet hoztak itt létre, és miután menyílt a frank-longobárd határ, Sant’Ambrogio fejlődni kezdett, és fontos kapcsolódási ponttá vált Itália és Nyugat-Európa között.

## Műemlékek

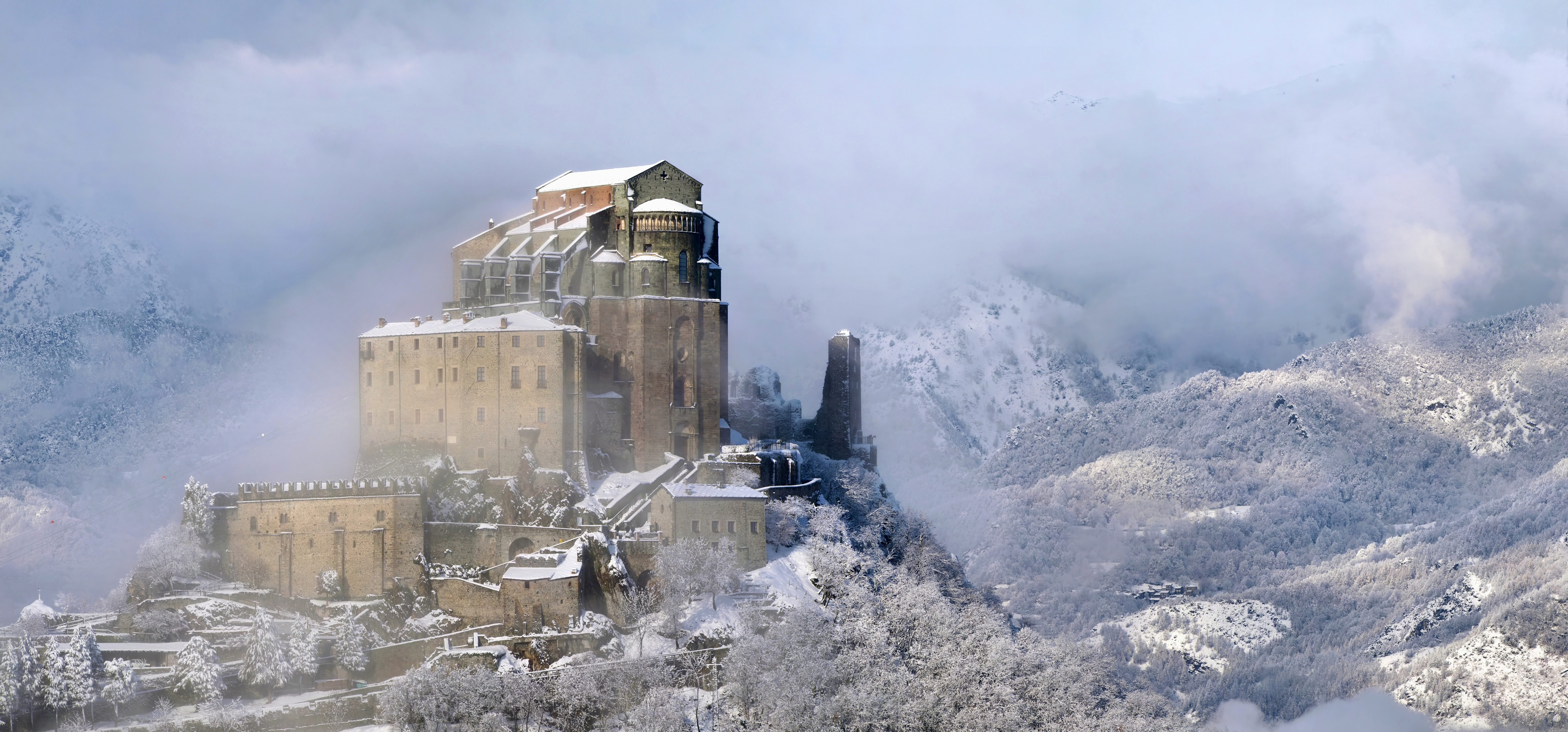
A Sacra di San Michele apátság látképe

Itt található Piemont egyik legfontosabb műemléke, és egyben jelképe, a Sacra di San Michele bencés apátság. Az apátság épülete ihlette Umberto Ecótt A rózsa neve című regényének megírására. A regényből készült azonos című film készítésekor felmerült, mint a forgatás lehetséges helyszíne, de a magas költségek miatt elvetették. A regény (és a film) története azzal végződik, hogy az apátság könyvtárában tűz tör ki, és elemészti az épületet.
2018. január 24-én a Sacra di San Michele apátság tetőszerkezete – felújítási munkák végzése közben – a valóságban is kigyulladt. A keletkezett tűzvészt csak napokkal később sikerült megfékezni, súlyos anyagi károk keletkeztek, a tetőszerkezet teljesen elpusztult. Az apátság múzeumában őrzött dokumentumokat és műkincseket a jelentések szerint sikerült kimenteni.

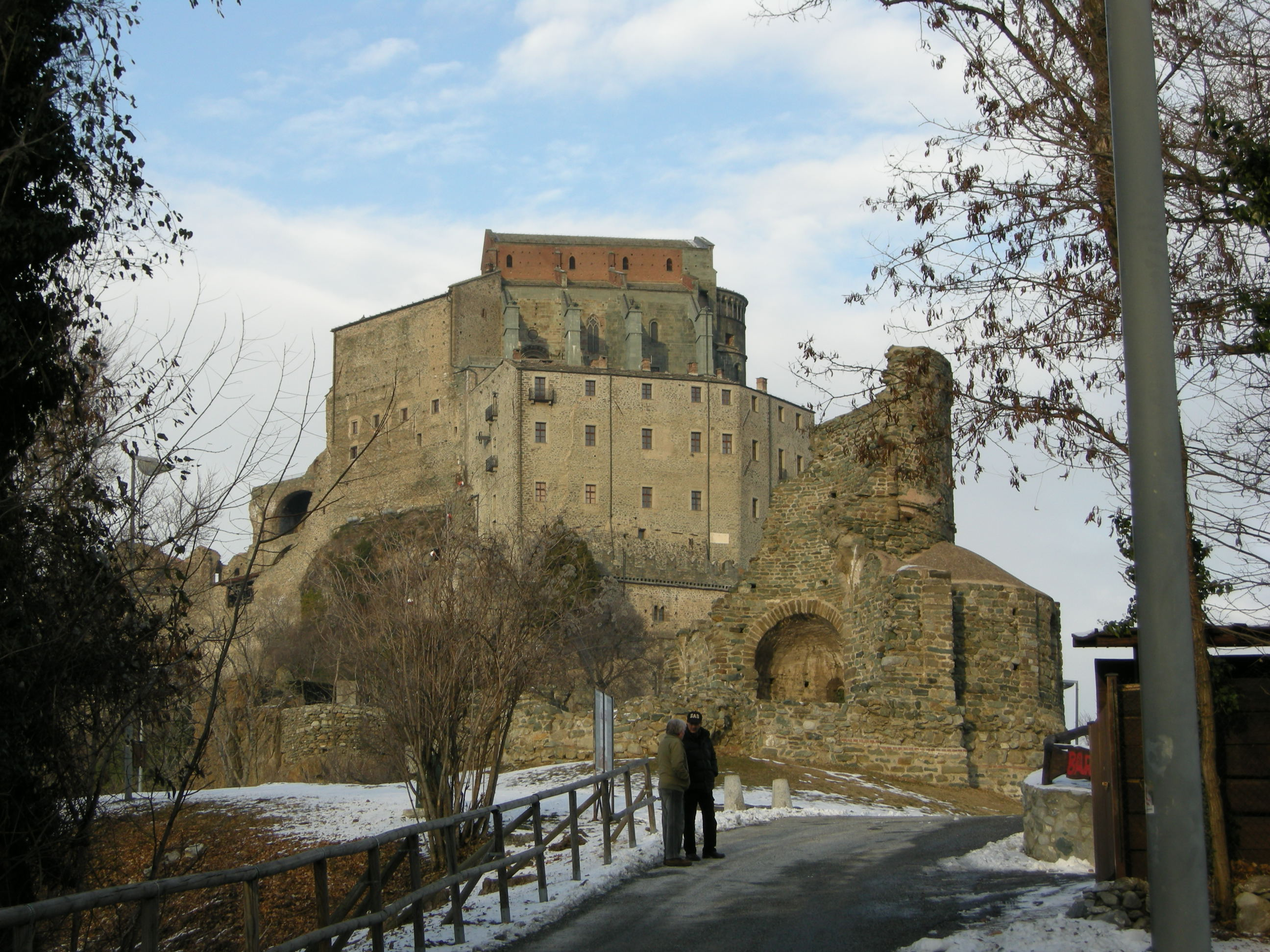
A Sacra di San Michele apátság
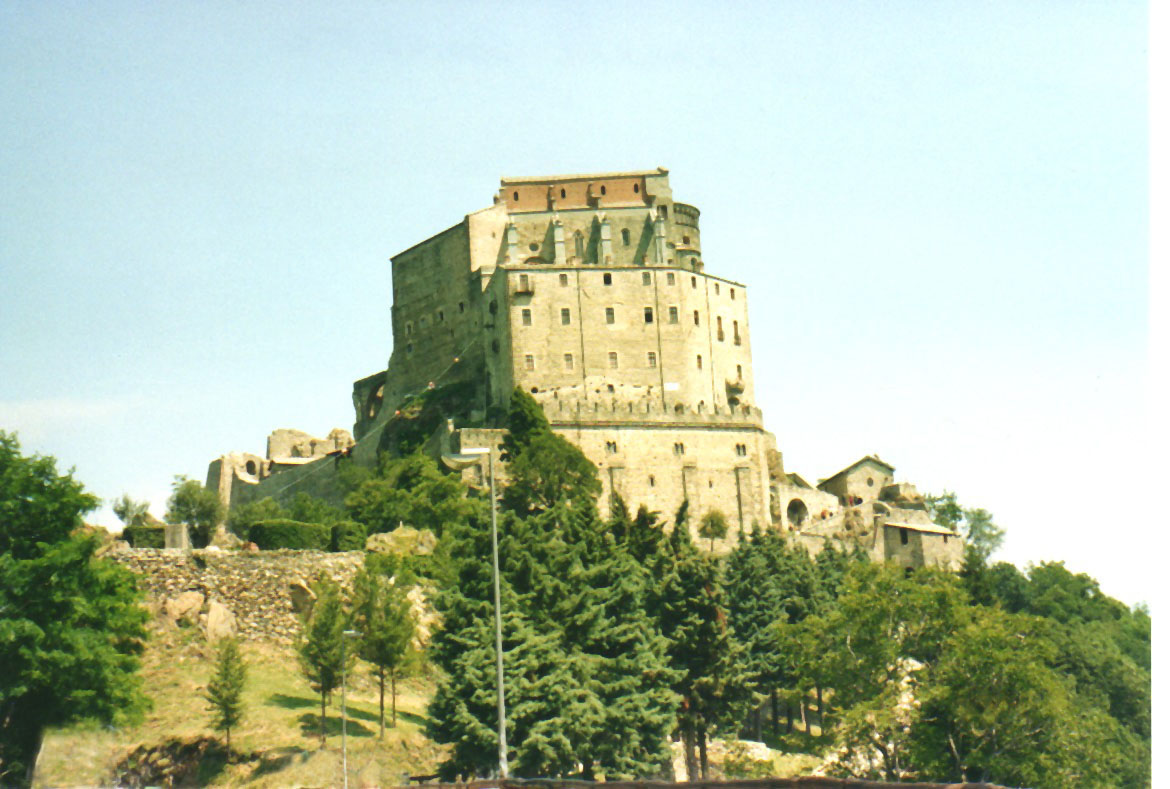
Az apátság romjai (Sacra di San Michele)
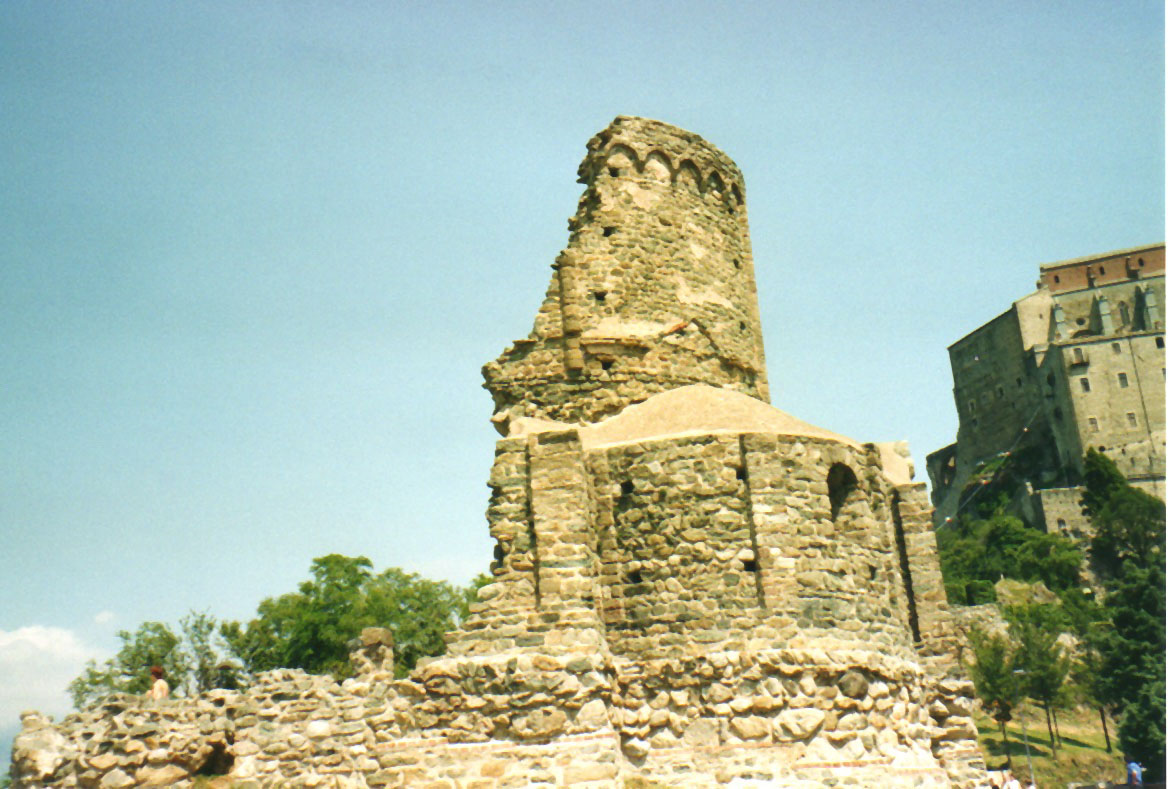
Az apátság romjai (Sacra di San Michele)

## Testvérvárosok
- Sant’Ambrogio sul Garigliano,  Olaszország (2003)
- Sant’Ambrogio di Valpolicella,  Olaszország (2004)

## Fordítás
Ez a szócikk részben vagy egészben  a   Sant'Ambrogio di Torino című olasz Wikipédia-szócikk fordításán alapul.  Az eredeti cikk szerkesztőit annak laptörténete sorolja fel. Ez a jelzés csupán a megfogalmazás eredetét és a szerzői jogokat jelzi, nem szolgál a cikkben szereplő információk forrásmegjelöléseként.